# Komárov (Opava)

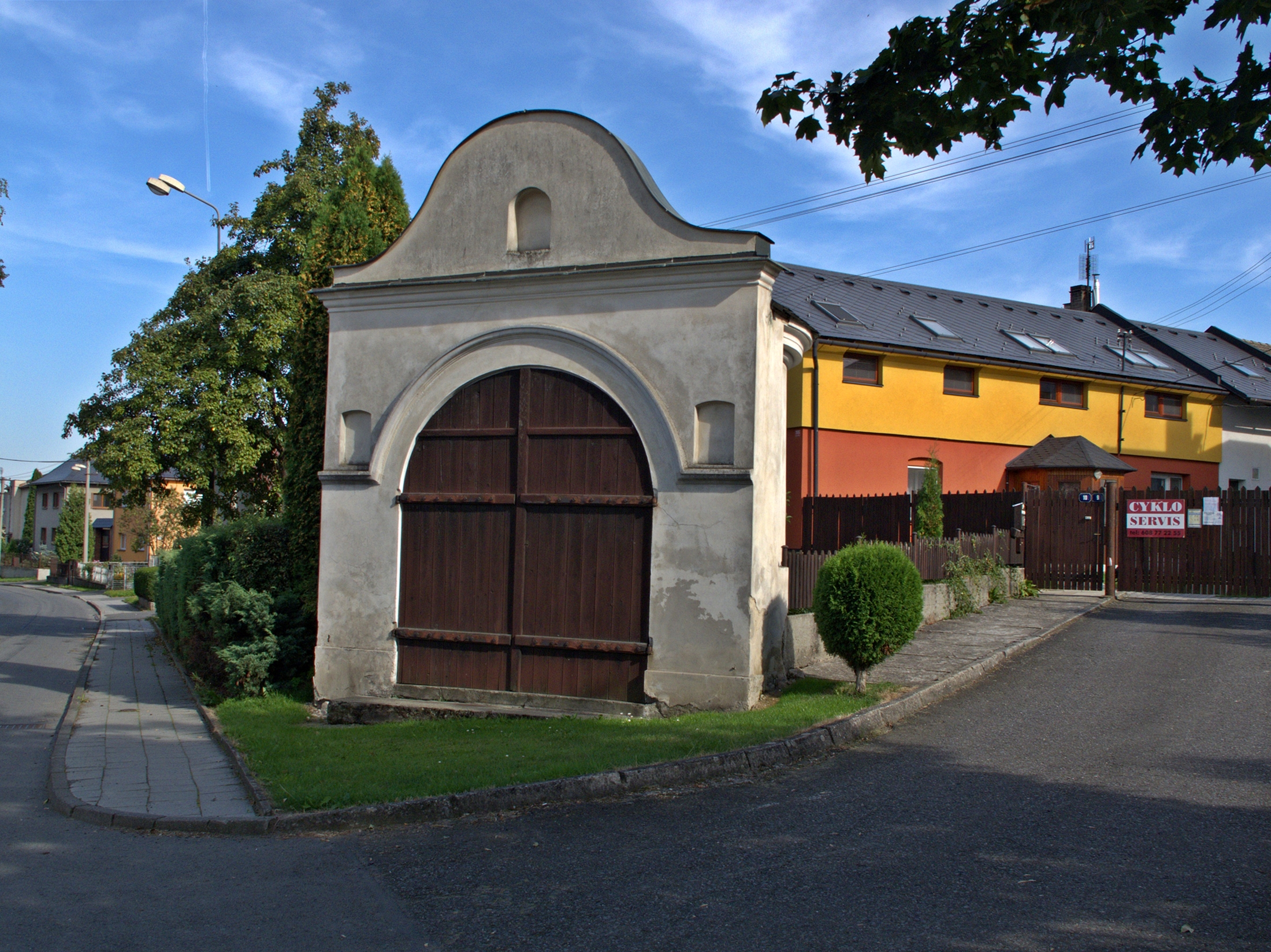
Breitpfeiler in der ul. Dlouhá

Komárov (deutsch: Komorau, älter auch Komarau) ist ein Stadtteil von Opava (Troppau) in Tschechien. Er liegt fünfeinhalb Kilometer südöstlich des Stadtzentrums von Opava und gehört zum Okres Opava.

## Geographie
Der als Angerdorf angelegte Ort befindet sich rechtsseitig der Opava (Oppa) in der Opavská pahorkatina (Troppauer Bucht).  Auf der Gemarkung münden die Moravice (Mohra), die Strouha (Struha) und die Hoštata (Haczata) in die Opava. Durch Komárov führt die Staatsstraße I/11 zwischen Opava und Ostrava (Ostrau), am nördlichen Ortsrand verläuft die Bahnstrecke Ostrava-Svinov–Opava východ. Südlich erhebt sich die Raduňka (Radunka, 404 m. n.m.).
Nachbarorte sind Velké Hoštice (Groß Hoschütz) im Norden, Kravaře (Deutsch Krawarn) und Dvořisko (Oppahof) im Nordosten, Štítina (Stettin) im Osten, Suché Lazce (Sucholasetz) im Südosten, Podvihov (Podwihof) und Komárovské Chaloupky (Komorauer Häuser) im Süden, Raduň (Radun), Chvalíkovice (Chwalkowitz) und Branka u Opavy (Branka) im Südwesten, Kylešovice (Gilschwitz) im Westen sowie Opava und Malé Hoštice (Klein Hoschütz) im Nordwesten.

## Geschichte
Die erste schriftliche Erwähnung des Dorfes erfolgte im Jahre 1352, als der Troppauer Herzog Nikolaus II. bei Komárov eine Mühle errichten ließ und Benedikt von Stettin und Choltitz damit belehnte. Bei der Teilung des Herzogtums Troppau wurde das zu den Gütern des Wenzel von Krawarn gehörige Dorf im Jahre 1377 dem Herzogtum Jägerndorf zugeordnet. Später wechselten sich verschiedene Grundherren als Besitzer von Komárov ab. Seit 1420 ist in Komárov ein Erbrichter nachweislich. die erste Erwähnung einer Pfarrei stammt von 1559. Georg Bernhard von Tworkau und Krawarn verkaufte das Gut Komárov 1581 an den Jägerndorfer Herzog Georg Friedrich. Dieser ließ im selben Jahre in Komárov einen protestantischen Pfarrer einsetzen und bestätigte die Privilegien des Dorfes. Fortan gehörte das Dorf zu den Gütern der Jägerndorfer Kammer in bildete eine vom Herzogtum Troppau und dem mährischen Gut Sucholasetz umgebene Exklave. Noch 1581 kauften sich die Bewohner von Komárov von der Robot frei. Nachdem das Herzogtum Jägerndorf 1623 den Fürsten von Liechtenstein zugefallen war, begann die Rekatholisierung der Bevölkerung. Nach dem Ersten Schlesischen Krieg verblieb Komorau 1742 bei Österreichisch Schlesien; die Grenzziehung zu Preußisch Schlesien erfolgte nördlich des Dorfes entlang der Oppa.
Im Jahre 1835 bestand das an der Kaiserstraße nach Teschen gelegene Dorf Komarau bzw. Komarowaaus 70, überwiegend strohgedeckten und hölzernen Häusern mit 621 katholischen und mährischsprachigen Einwohnern, die von der Landwirtschaft lebten. Die Feldfluren wurden von der Mohra bewässert, aber auch oftmals überschwemmt. Im Ort gab es eine Kirche, eine Schule und eine untertänige Meierei. Komarau war Pfarrort für Neusedlitz, Oppahof, Pržerowetz, Radun, Skrawaržow, Sucholasetz und Wirschowitz. Die Nutzfläche umfasste 653 Joch Ackerland, 90 Joch Wiesenland, 53 Joch Hutweiden und 33 Joch Wald. Bis zur Mitte des 19. Jahrhunderts gehörte Komarau zu den herzoglichen Kammergütern.
Nach der Aufhebung der Patrimonialherrschaften bildete Komorau / Komárov ab 1850 mit der Ansiedlung Komorauer Häuser / Komárovské Chaloupky eine Gemeinde im Gerichtsbezirk Troppau. Ab 1869 gehörte Komorau zum Bezirk Troppau. Zu dieser Zeit hatte das Dorf 578 Einwohner und bestand aus 74 Häusern. Im Jahre 1900 lebten in Komorau 577 Personen, 1910 waren es 796. Beim Zensus von 1921 lebten in den 126 Häusern der Gemeinde Komárov / Komorau 887 Personen, darunter 814 Tschechen, 55 Deutsche und zwei Juden. Darin inbegriffen war außer Komárov (110 Häuser) auch die Siedlung Komárovské Chaloupky (16 Häuser).
Im Jahre 1930 bestand die Gemeinde Komárov aus 164 Häusern und hatte 1045 Einwohner; davon entfielen 915 auf Komárov (141 Häuser) und 130 auf Komárovské Chaloupky (23 Häuser). Nach dem Münchner Abkommen wurde Komorau 1938 dem Deutschen Reich zugesprochen und gehörte bis 1945 zum Landkreis Troppau. 1939 hatte die Gemeinde 1041 Einwohner. In den letzten Tagen des Zweiten Weltkrieges erlitt Komorau während der Mährisch-Ostrauer Operation Kriegsschäden; insbesondere die Kirche wurde schwer beschädigt. Nach dem Ende des Krieges kam Komárov 1945 zur Tschechoslowakei zurück. Im Jahre 1950 hatte das Dorf Komárov 825 Einwohner und bestand aus 158 Häusern.
Am 1. Februar 1970 wurde Komárov nach Opava eingemeindet. Zugleich erfolgte die Abtrennung des Ortsteils Kravařov von der Gemeinde Suché Lazce, er wurde wie auch Kylešovická osada Komárov zugeordnet. Nach der Eingemeindung von Podvihov nach Opava wurde die Siedlung Komárovské Chaloupky 1975 nach Podvihov umgegliedert.
Im Jahre 1970 hatte Komárov 779 Einwohner, 1991 waren es 999. Beim Zensus von 2011 lebten in den 325 Wohnhäusern des Stadtteils Komárov 1391 Personen, davon 1009 in Komárov (223 Häuser), 225 in Kravařov (73 Häuser) und 157 in Kylešovická osada (29 Häuser).

## Ortsgliederung
Der Stadtteil Komárov besteht einzig aus dem gleichnamigen Ortsteil. Grundsiedlungseinheiten sind Komárov I, Komárov II, Kravařov (Hadrunek), Kylešovická osada und Podhoří.
Die Ortsteile Komárov und Komárovské Chaloupky bilden den Katastralbezirk Komárov u Opavy.

## Sehenswürdigkeiten
- Kirche des hl. Prokop, errichtet 1766–1768 durch den Jägerndorfer Baumeister Michael Klement. Der Anbau des neugotischen, 44 m hohen Turms an der Westfassade erfolgte 1871–1872.  Die Sakristei an der Südseite wurde 1909 errichtet.[5]
- Pfarrhaus
- slawische Burgstätte Kylešovice aus der Zeit der Golensizen bei Kylešovická osada, sie war vom 9.–12. Jahrhundert bewohnt, Kulturdenkmal
- frühbarocke Wegkapelle an der ul. Hlavní in Kylešovická osada, errichtet 1711
- Breitpfeiler mit halbrundem Grundriss, gegenüber der Kirche in der ul. Dlouhá

## Söhne und Töchter des Ortes
- Virgil Kinzel (1910–1998), Benediktiner, Abt des Klosters Rohr
- Václav Rusek (1928–2016), Pharmaziehistoriker
- Antonín Satke (1920–2008), tschechischer Folklorist, Ethnologe und Dialektologe